# Neobenedenia girellae
Neobenedenia girellae är en plattmaskart. Neobenedenia girellae ingår i släktet Neobenedenia och familjen Capsalidae. Inga underarter finns listade i Catalogue of Life.